# عمرو سماكة
عمرو أحمد فتحي المعروف باسم عمرو سماكة ولد يوم 22 مايو 1983 لاعب كره قدم مصر انتقل من نادى الترسانة المصري إلى النادي الأهلي المصري ثم انتقل من الأهلي إلى نادي كاظمة الرياضي الكويتى قبل أن يعود لمصر وتحديدا لنادي الجونة.